# Fernando de Bourbon e Bragança
Fernando de Bourbon e Bragança (Fernando María José de Borbón y Braganza; El Escorial, 19 de outubro de 1824 – Brunnsee, 2 de janeiro de 1861) foi um membro da família real espanhola, e um partidário Carlista. Ele viveu a maior parte de sua vida no exílio com seu pai e irmãos.

## Biografia
Fernando nasceu em El Escorial, Madrid em 1824, durante o reinado de seu tio, Fernando VII. Foi o terceiro e mais jovem filho do infante Carlos, Conde de Molina e de sua primeira esposa, a infanta Maria Francisca de Bragança. Seus avós paternos eram Carlos IV de Espanha e Maria Luísa de Parma; seus avós maternos eram o rei João VI de Portugal e sua esposa, infanta Carlota Joaquina da Espanha. Ele foi criado em uma atmosfera imbuída de valores tradicionais de lealdade à monarquia e à Igreja.